# Peyres
Peyres (toponimo francese) è una frazione del comune svizzero di Montanaire, nel Canton Vaud (distretto del Gros-de-Vaud).

## Storia
È stato frazione del comune di Peyres-Possens fino al 2013, quando questo è stato accorpato agli altri comuni soppressi di Chanéaz, Chapelle-sur-Moudon, Correvon, Denezy, Martherenges, Neyruz-sur-Moudon, Saint-Cierges e Thierrens per formare il nuovo comune di Montanaire.